# Smilax roxburghiana
Smilax roxburghiana är en enhjärtbladig växtart som beskrevs av Nathaniel Wallich och A.Dc. Smilax roxburghiana ingår i släktet Smilax och familjen Smilacaceae. Inga underarter finns listade.